# 富山社会保険事務局
富山社会保険事務局（とやましゃかいほけんじむきょく）は、富山県富山市にあった社会保険庁の地方支分部局で、富山県を管轄していた。

## 管内社会保険事務所等
- 富山社会保険事務局富山社会保険事務室（富山社会保険事務所）
- 高岡社会保険事務所
- 魚津社会保険事務所
- 砺波社会保険事務所（富山社会保険事務局砺波事務所）